# Démographie de la Bretagne
La démographie de la Bretagne est caractérisée par une densité moyenne et une population en croissance régulière depuis l'époque des Trente Glorieuses.
Avec ses 3 422 845 habitants en 2022, la région française de la Bretagne se situe en 9e position sur le plan national.
En six ans, de 2015 à 2021, sa population a diminué de près de 2 050 unités, c'est-à-dire de plus ou moins 340 personnes par an. Mais cette variation est différenciée selon les quatre départements que comporte la région.
La densité de population de la Bretagne, 125,8 habitants par kilomètre carré en 2022, est supérieure à celle de la France entière qui est de 107,1 hab./km2 pour la même année.

## Évolution de la population

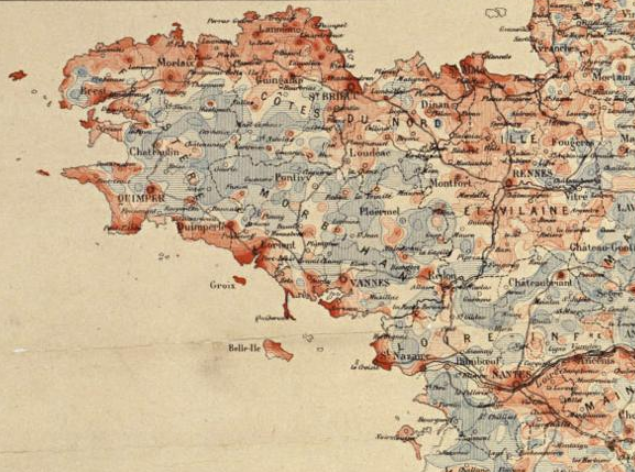
densité de population en Bretagne en 1887.

| Année | Population au 1er janvier     | Population au 1er janvier | Population au 1er janvier     | Population au 1er janvier | Région Bretagne |
| Année | département des Côtes-d'Armor | département du Finistère  | département d'Ille-et-Vilaine | département du Morbihan   | Région Bretagne |
| ----- | ----------------------------- | ------------------------- | ----------------------------- | ------------------------- | --------------- |
| 1801  | 504 303                       | 439 046                   | 488 846                       | 401 215                   | 1 833 410       |
| 1821  | 552 424                       | 483 095                   | 533 207                       | 416 224                   | 1 984 950       |
| 1831  | 598 872                       | 524 396                   | 547 052                       | 433 522                   | 2 103 842       |
| 1841  | 607 572                       | 576 068                   | 549 217                       | 447 898                   | 2 180 755       |
| 1851  | 632 613                       | 617 710                   | 574 618                       | 478 172                   | 2 303 113       |
| 1856  | 621 573                       | 606 552                   | 580 898                       | 473 932                   | 2 282 955       |
| 1861  | 628 676                       | 627 304                   | 584 930                       | 486 504                   | 2 327 414       |
| 1866  | 641 210                       | 662 485                   | 592 609                       | 501 084                   | 2 397 388       |
| 1876  | 630 957                       | 666 106                   | 602 712                       | 506 573                   | 2 406 348       |
| 1881  | 627 585                       | 681 564                   | 615 480                       | 521 614                   | 2 446 243       |
| 1886  | 628 256                       | 707 820                   | 621 384                       | 535 256                   | 2 492 716       |
| 1891  | 618 652                       | 727 012                   | 626 875                       | 544 470                   | 2 517 009       |
| 1896  | 616 074                       | 739 648                   | 622 039                       | 552 028                   | 2 529 789       |
| 1901  | 609 349                       | 773 014                   | 614 000                       | 564 000                   | 2 559 398       |
| 1921  | 557 824                       | 752 514                   | 558 574                       | 556 047                   | 2 424 959       |
| 1936  | 532 000                       | 757 000                   | 566 000                       | 542 000                   | 2 396 647       |
| 1946  | 526 955                       | 724 735                   | 578 246                       | 506 884                   | 2 336 820       |
| 1954  | 503 178                       | 727 847                   | 586 812                       | 520 966                   | 2 338 803       |
| 1962  | 501 923                       | 749 558                   | 614 268                       | 530 833                   | 2 396 582       |
| 1968  | 506 000                       | 769 000                   | 653 000                       | 541 000                   | 2 468 227       |
| 1975  | 525 556                       | 804 088                   | 702 199                       | 563 588                   | 2 595 431       |
| 1982  | 538 860                       | 829 865                   | 748 272                       | 590 889                   | 2 707 886       |
| 1990  | 538 443                       | 838 366                   | 797 785                       | 619 723                   | 2 794 317       |
| 1995  | 537 009                       | 841 298                   | 832 855                       | 629 518                   | 2 840 680       |
| 1996  | 536 856                       | 844 116                   | 840 650                       | 632 042                   | 2 853 664       |
| 1997  | 539 324                       | 847 075                   | 848 726                       | 635 229                   | 2 870 354       |
| 1998  | 541 391                       | 849 779                   | 857 295                       | 639 772                   | 2 888 237       |
| 1999  | 542 398                       | 852 273                   | 866 111                       | 643 293                   | 2 904 075       |
| 2000  | 545 518                       | 855 674                   | 875 388                       | 649 611                   | 2 926 191       |
| 2001  | 549 379                       | 860 024                   | 885 964                       | 656 704                   | 2 952 071       |
| 2002  | 553 731                       | 864 454                   | 896 895                       | 664 696                   | 2 979 776       |
| 2003  | 558 452                       | 868 807                   | 907 881                       | 673 220                   | 3 008 360       |
| 2004  | 563 267                       | 873 430                   | 919 202                       | 681 649                   | 3 037 548       |
| 2005  | 566 946                       | 876 680                   | 929 947                       | 688 544                   | 3 062 117       |
| 2006  | 569 498                       | 879 497                   | 945 497                       | 693 498                   | 3 080 990       |
| 2007  | 576 049                       | 885 906                   | 955 746                       | 702 487                   | 3 120 288       |
| 2008  | 581 570                       | 890 509                   | 967 588                       | 710 034                   | 3 149 701       |
| 2009  | 587 519                       | 893 914                   | 977 489                       | 716 182                   | 3 175 064       |
| 2010  | 591 641                       | 897 628                   | 988 140                       | 721 657                   | 3 199 066       |
| 2011  | 594 375                       | 899 870                   | 996 439                       | 727 083                   | 3 217 767       |
| 2012  | 595 531                       | 901 293                   | 1 007 901                     | 732 372                   | 3 237 097       |
| 2013  | 597 085                       | 903 921                   | 1 019 923                     | 737 778                   | 3 258 707       |
| 2014  | 597 397                       | 905 855                   | 1 032 240                     | 741 051                   | 3 276 543       |
| 2015  | 598 357                       | 907 796                   | 1 042 884                     | 744 813                   | 3 293 850       |
| 2016  | 598 953                       | 908 249                   | 1 051 779                     | 747 548                   | 3 306 529       |
| 2017  | 598 814                       | 909 028                   | 1 060 199                     | 750 863                   | 3 318 904       |
| Année | Côtes-d'Armor                 | Finistère                 | Ille-et-Vilaine               | Morbihan                  | Région Bretagne |

Au recensement de 1911, la population bretonne atteignit un maximum historique de 2 601 715 habitants. Une longue descente s'ensuivit, à la suite des deux guerres mondiales, si bien qu'en 1946-54, la population n'avait quasi pas augmenté par rapport à 1851. Avec le baby-boom d'après guerre, une lente montée se dessina, mais fort molle au départ, si bien qu'en 1975, la région n'avait pas encore récupéré les pertes subies depuis 1911. À partir de la fin des années 1960, la croissance s'accéléra sous l'effet de la natalité surtout jusqu'en 1975, puis de l'immigration venue prendre progressivement le relais. Depuis 1996, la dynamique s'est fortement amplifiée, et la région, devenue fort attractive affiche désormais une des plus fortes croissances de la métropole.
Deux départements s'octroient la plus grande partie de l'accroissement : l'Ille-et-Vilaine grâce à l'expansion de Rennes surtout, et le Morbihan, département côtier devenu fort attractif, et réputé pour son climat.

### Les cinq départements de la Bretagne historique
Afin de mesurer l'ampleur réelle du développement démographique de l'ensemble de la Bretagne historique, il est intéressant d'inclure la Loire-Atlantique dans le total de la population.
| Année | Population au 1er janvier | Population au 1er janvier | Population au 1er janvier | Accroissement annuel |
| Année | Région Bretagne           | Loire-Atlantique          | Bretagne                  | Accroissement annuel |
| ----- | ------------------------- | ------------------------- | ------------------------- | -------------------- |
| 1801  | 1 833 410                 | 369 305                   | 2 202 715                 | -                    |
| 1851  | 2 303 113                 | 535 664                   | 2 838 777                 | 12 500               |
| 1901  | 2 559 398                 | 664 971                   | 3 228 369                 | 7 800                |
| 1921  | 2 424 959                 | 649 691                   | 3 074 640                 | -15 400              |
| 1936  | 2 396 647                 | 659 428                   | 3 056 075                 | -1 100               |
| 1946  | 2 336 820                 | 665 064                   | 3 001 884                 | -5 400               |
| 1954  | 2 338 803                 | 733 575                   | 3 072 378                 | 8 800                |
| 1962  | 2 374 443                 | 803 372                   | 3 177 815                 | 13 200               |
| 1968  | 2 468 227                 | 861 452                   | 3 329 679                 | 25 300               |
| 1975  | 2 595 431                 | 934 499                   | 3 529 930                 | 28 600               |
| 1982  | 2 707 886                 | 995 498                   | 3 703 382                 | 24 800               |
| 1990  | 2 794 317                 | 1 050 539                 | 3 844 856                 | 17 700               |
| 1999  | 2 904 075                 | 1 133 247                 | 4 037 322                 | 21 400               |
| 2005  | 3 062 117                 | 1 208 761                 | 4 270 878                 | 38 700               |
| 2006  | 3 080 990                 | 1 219 497                 | 4 300 487                 | 29 609               |
| 2007  | 3 110 000                 | 1 234 085                 | 4 344 085                 | 43 598               |
| 2009  | 3 175 064                 | 1 266 358                 | 4 441 422                 | 97 337               |
| 2010  | 3 199 066                 | 1 282 052                 | 4 481 118                 | 9 696                |
| 2014  | 3 276 543                 | 1 343 259                 | 4 619 802                 | 34 071               |
| 2015  | 3 293 850                 | 1 365 227                 | 4 659 077                 | 39 275               |
| 2016  | 3 306 529                 | 1 380 852                 | 4 687 381                 | 28 304               |
| 2017  | 3 318 904                 | 1 394 909                 | 4 713 813                 | 26 432               |

À l'accroissement de 268 000 habitants observé en 15 ans, de 1990 à 2005, en région Bretagne, s'ajoutent les 158 000 habitants supplémentaires de la Loire-Atlantique. C'est-à-dire 426 000 personnes supplémentaires en 15 ans, dont 233 000 durant les six dernières années (près de 38 700 par an). La Bretagne historique connaît un véritable boom démographique largement supérieur à ce qu'elle a connu entre 1968 et 1980. La croissance récente dépasse désormais proportionnellement celle que connaît la région Rhône-Alpes, et se rapproche de fort près des performances de la région Provence-Alpes-Côte d'Azur.

## Mouvements naturels de la population

### Évolution des naissances et des décès
Les chiffres suivants sont fournis par l'Insee,,.
| Département     | 2000   | 2000   | 2000  | 2004   | 2004   | 2004  | 2005   | 2005   | 2005  | 2006   | 2006   | 2006  |
| Département     | Naiss. | Décès  | Solde | Naiss. | Décès  | Solde | Naiss. | Décès  | Solde | Naiss. | Décès  | Solde |
| --------------- | ------ | ------ | ----- | ------ | ------ | ----- | ------ | ------ | ----- | ------ | ------ | ----- |
| Côtes-d'Armor   | 6 375  | 6 565  | -190  | 6 317  | 6 373  | -56   | 6 287  | 6 485  | -198  | 6 743  | 6 289  | 454   |
| Finistère       | 10 380 | 9 490  | 890   | 9 963  | 9 151  | 812   | 9 851  | 9 399  | 452   | 10 184 | 9 389  | 795   |
| Ille-et-Vilaine | 12 069 | 7 018  | 5 051 | 12 072 | 7 020  | 5 052 | 12 405 | 7 133  | 5 272 | 12 687 | 7 070  | 5 617 |
| Morbihan        | 7 868  | 6 917  | 951   | 8 036  | 6 761  | 1 285 | 7 802  | 7 071  | 731   | 8 221  | 6 992  | 1 229 |
| Région Bretagne | 36 692 | 29 990 | 6 702 | 36 388 | 29 305 | 7 083 | 36 345 | 30 088 | 6 257 | 37 835 | 29 740 | 8 095 |

Comme dans l'ensemble de la France, l'année 2006 se caractérise par une hausse importante du nombre de naissances (près de 1 500 naissances supplémentaires soit plus de 4 % de hausse), et ce malgré un nombre de femmes en âge de procréer légèrement moins nombreux.

### Fécondité par département
Le nombre moyen d'enfants par femme ou indice conjoncturel de fécondité a évolué comme suit pour chaque département et pour l'ensemble de la Région Bretagne : 
| Département           | Fécondité 1999 | Fécondité 2000 | Fécondité 2001 | Fécondité 2002 | Fécondité 2003 | Fécondité 2004 | Fécondité 2005 |
| --------------------- | -------------- | -------------- | -------------- | -------------- | -------------- | -------------- | -------------- |
| Côtes-d'Armor         | 1,92           | 2,03           | 2,02           | 2,06           | 2,10           | 2,08           |                |
| Finistère             | 1,81           | 1,91           | 1,89           | 1,83           | 1,86           | 1,89           |                |
| Ille-et-Vilaine       | 1,77           | 1,88           | 1,88           | 1,83           | 1,87           | 1,82           |                |
| Morbihan              | 1,88           | 1,96           | 1,96           | 1,98           | 1,97           | 2,02           |                |
| Région Bretagne       | 1,82           | 1,92           | 1,91           | 1,89           | 1,92           | 1,92           | 1,98           |
| France métropolitaine | 1,79           | 1,87           | 1,88           | 1,87           | 1,87           | 1,90           | 1,92           |

Pour 2006, l'Insee donne les indices de fécondité suivants: 2.24 pour les Côtes-d'Armor ; 2 pour le Finistère, 1,96 pour l'Ille-et-Vilaine, 2,10 pour le Morbihan. La région Bretagne affiche ainsi pour cette année-là un indice conjoncturel de fécondité de 2,04 enfants par femme, ce qui la place légèrement au-dessus du taux métropolitain moyen d'alors (2 enfants par femme).
Sources : http://www.insee.fr/fr/themes/tableau.asp?reg_id=2&ref_id=POPOP003 et
http://www.insee.fr/fr/insee_regions/bretagne/themes/octant/oc116/oc116_bilandemo.pdf
Dans les années 1950-1960 les régions de haute fertilité formaient géographiquement un croissant bordant la France du nord-ouest au nord-est, qu'on appelait le « croissant fertile » par allusion à la fertilité des populations locales. Ce croissant de haute fécondité, partait des Pays de la Loire (Vendée) et de Bretagne, remontait les côtes de la Manche vers le nord-est, et contournait l'Île-de-France par le nord, englobant le Nord-Pas-de-Calais, d'où il s'incurvait vers le sud-est, passant par la Lorraine et l'Alsace, puis s'infléchissait vers le sud et se terminait en Franche-Comté.  
Les années 1970-1975 ont vu un effondrement général de la fécondité en Europe de l'Ouest, et la France n'échappa pas au mouvement. Cependant, un phénomène général d’homogénéisation de la fécondité dans les diverses régions de métropole a eu lieu qui a contribué à rapprocher le taux des régions méridionales de la moyenne nationale. La fécondité a moins baissé là où elle était faible mais a fort baissé là où elle était élevée, et globalement, l’écart entre les régions les plus fécondes et les moins fécondes s’est fortement réduit de ce fait. 
Aujourd'hui la partie nord-est du croissant s'est effondrée (Alsace, Lorraine et partiellement Champagne) et ce croissant n'existe donc plus. Cependant tout le nord-ouest de la France depuis la Vendée et la Bretagne jusqu'au Nord-Pas-de-Calais et aux département des Ardennes et de la Meuse, comprenant en plus l'Île-de-France, constitue toujours la zone de plus haute fécondité du pays. On peut désormais parler d'un « triangle fertile » muni d'un long appendice orienté nord-sud, allant des Ardennes jusqu'aux rives de la Méditerranée en passant par la Meuse, la Haute-Marne, la Franche-Comté et la région Rhône-Alpes. La région Bretagne fait partie de ce triangle regroupant les régions les plus fécondes de France.

## Immigrés et étrangers
Note:
Rappelons qu'un immigré est quelqu'un résidant en France, né étranger à l'étranger. Il peut être devenu français par acquisition ou avoir gardé sa nationalité de naissance. Par contre le groupe des étrangers est constitué par l'ensemble des résidents ayant une nationalité étrangère, qu'ils soient nés en France ou hors de France.

### Nombre d'étrangers et d'immigrés en Bretagne
Au recensement de 1999, les étrangers et les immigrés se répartissaient comme suit en France et en région Bretagne :
|                                                  | France métropolitaine | Région Bretagne | Pourcentage |
| ------------------------------------------------ | --------------------- | --------------- | ----------- |
| Français                                         | 55 260 000            | 2 875 828       | 98,9        |
| -- Français de naissance nés en France           | 51 340 000            | 2 817 056       | 96,9        |
| -- Français de naissance nés à l'étranger        | 1 560 000             | 33 723          | 1,1         |
| -- Français par acquisition nés en France (3)    | 800 000               | 6 364           | 0,2         |
| -- Français par acquisition nés à l'étranger (1) | 1 560 000             | 18 685          | 0,7         |
| Étrangers                                        | 3 260 000             | 32 294          | 1,1         |
| -- Étrangers nés en France                       | 510 000               | 4 712           | 0,1         |
| -- Étrangers nés à l'étranger (2)                | 2 750 000             | 27 582          | 1,0         |
| Population totale                                | 58 520 000            | 2 908 122       | 100,0       |
| dont Immigrés                                    |                       |                 |             |
| (1) + (2)                                        | 4 310 000             | 46 267          | 1,7         |
| dont Français par acquisition                    |                       |                 |             |
| (1) + (3)                                        | 2 360 000             | 25 049          | 0,9         |

Comme dans l'ensemble des régions du grand Ouest français, il y a peu d'immigrés sur le territoire breton. Les quatre départements présentent des taux similaires : en Ille-et-Vilaine, 2 % des habitants sont immigrés, dans le Finistère 1,5 %, dans le Morbihan et les Côtes-d'Armor 1,4 %. Mais cette proportion d’immigrés croît régulièrement en Bretagne depuis les années 1960 et a ainsi quadruplé entre les recensements de 1962 et de 1999. 
De plus au sein de la population immigrée dans la région, on note une proportion élevée de nouveaux arrivants. En 1999, environ 30 % des immigrés n'habitaient pas encore en France en 1990 et sont donc arrivés en Bretagne entre 1990 et 1999, proportion qui ne s'élève qu'à 16 % pour l'ensemble du pays. De ce fait, on peut dire que la population immigrée résidant en Bretagne appartient à un courant d'immigration récent. Cette caractéristique se retrouve dans l'ensemble des régions de l'Ouest français.

### Ventilation des immigrés par région du monde et pays de naissance
Pays de naissance des immigrés vivant en région Bretagne en 1999
Source :
| Origine                        | Immigrés 1999        | Immigrés 1999        | dont naturalisés     | dont naturalisés     | Encore à l'étranger en 1990 (%) |
| Origine                        | effectifs            | pourcentage          | effectifs            | pourcentage          | Encore à l'étranger en 1990 (%) |
| ------------------------------ | -------------------- | -------------------- | -------------------- | -------------------- | ------------------------------- |
| Total Général                  | 46 267               | 100,0                | 18 685               | 40,4                 | 29,3                            |
| Europe                         |                      |                      |                      |                      |                                 |
| -- Royaume-Uni                 | 4 862                | 10,5                 | 677                  | 13,9                 | 66,4                            |
| -- Portugal                    | 4 419                | 9,6                  | 1 257                | 28,4                 | 11,9                            |
| -- Espagne                     | 2 016                | 4,4                  | 1 081                | 53,6                 | 14,2                            |
| -- Allemagne                   | 1 864                | 4,0                  | 650                  | 34,9                 | 36,2                            |
| -- Italie                      | 1 724                | 3,7                  | 999                  | 57,9                 | 13,5                            |
| -- Belgique                    | 1 555                | 3,4                  | 542                  | 34,9                 | 34,9                            |
| -- Autres Europe des 15        | 1 405                | 3,0                  | 306                  | 21,8                 | 48,3                            |
| -- Autres Europe               | 3 331                | 7,2                  | 1 742                | 52,3                 | 39,8                            |
| Afrique                        |                      |                      |                      |                      |                                 |
| -- Maroc                       | 4 738                | 10,3                 | 1 711                | 36,1                 | 13,6                            |
| -- Algérie                     | 2 514                | 5,4                  | 989                  | 39,3                 | 20,2                            |
| -- Tunisie                     | 830                  | 1,8                  | 426                  | 51,3                 | 15,3                            |
| -- Autres Afrique ex-française | 3 378                | 7,3                  | 1 544                | 45,7                 | 41,2                            |
| -- Autres Afrique              | 1 354                | 2,9                  | 687                  | 50,7                 | 40,7                            |
| Asie                           |                      |                      |                      |                      |                                 |
| -- Turquie                     | 2 789                | 6,0                  | 272                  | 9,8                  | 19,0                            |
| -- Viêt Nam                    | 1 899                | 4,1                  | 1 401                | 73,8                 | 11,0                            |
| -- Cambodge                    | 852                  | 1,9                  | 442                  | 51,9                 | 10,2                            |
| -- Autres Asie                 | 3 992                | 8,6                  | 2 405                | 60,2                 | 25,8                            |
| Amérique/Océanie               | 2 745                | 5,9                  | 1 554                | 56,6                 | 36,3                            |
| Total Général                  | 46 267               | 100,0                | 18 685               | 40,4                 | 29,3                            |
|                                | -------------------- | -------------------- | -------------------- | -------------------- | -------------------             |

Note : Lecture : Les immigrés portugais constituent 9,6 % du total des immigrés, et 28,4 % d'entre eux ont acquis la nationalité française.
On remarque pour les immigrés européens que, mis à part les espagnols et les italiens présents de longue date, peu de ressortissants de l'Union européenne ont acquis la nationalité française, et surtout très peu de Britanniques.
Inversément, pour ce qui concerne les Africains, on peut voir qu'un grand nombre d'entre eux sont devenus Français. Les Tunisiens sont déjà majoritaires à avoir franchi ce pas, et les Algériens et Marocains les suivent de près. Il en va de même concernant l'Afrique noire, où certaines nationalités ont déjà acquis majoritairement la nationalité de leur pays d'adoption. C'est différent en Asie, où les Turcs commencent seulement à se naturaliser. Par contre les ressortissants de l'ancienne Indochine française se sont empressés de tourner le dos à leur ancienne patrie, phénomène que l'on observe partout en France. En ce domaine, les ex-Vietnamiens remportent la palme. Les ressortissants des pays d'Amérique (en l'occurrence venus surtout d'Amérique Latine) ont eux aussi opté majoritairement pour la nationalité de leur nouvelle patrie.
En 2011 environ 100 000 britanniques vivent en Bretagne, selon l'ambassade britannique en France (20 000 déclarés).

### Répartition des naissances par nationalité de la mère
Les chiffres suivants sont fournis par l'Insee pour l'année 2004 :
|                  | Ensemble | Françaises | Étrangères | Étrangères | Étrangères | Étrangères | Étrangères | Étrangères | Étrangères |
| Total étrangères | Ensemble | Françaises | Algérie    | Espagne    | Italie     | Portugal   | Maroc      | Tunisie    |            |
| ---------------- | -------- | ---------- | ---------- | ---------- | ---------- | ---------- | ---------- | ---------- | ---------- |
| Côtes-d'Armor    | 6 317    | 6 158      | 159        | 18         | 1          | 1          | 23         | 17         | 0          |
| Finistère        | 9 963    | 9 666      | 297        | 17         | 6          | 4          | 16         | 30         | 4          |
| Ille-et-Vilaine  | 12 072   | 11 630     | 442        | 19         | 4          | 12         | 7          | 78         | 7          |
| Morbihan         | 8 036    | 7 765      | 271        | 13         | 3          | 1          | 11         | 27         | 3          |
| Région Bretagne  | 36 388   | 35 219     | 1 169      | 67         | 14         | 18         | 57         | 152        | 14         |
| -- légitimes     | 18 847   | 17 978     | 869        | 60         | 8          | 11         | 37         | 131        | 11         |
| -- hors-mariage  | 17 541   | 17 241     | 300        | 7          | 6          | 7          | 20         | 21         | 3          |

### Les ménages bretons - français et immigrés
Note : définition d'un ménage
C'est l'ensemble des occupants d'un même logement, quels que soient les liens qui les unissent. Il peut n'y avoir aucun lien de parenté entre eux.
Un ménage peut se réduire à une seule personne.
Un ménage peut comporter plusieurs familles, comme c'est le cas dans les familles patriarcales. C'est encore souvent le cas chez certains agriculteurs.
On appelle ici « ménage immigré » un ménage dont la personne de référence est immigrée (c'est-à-dire française ou étrangère, née étrangère  hors de France).
Composition des ménages en 1999
| Origine                          | Nombre de ménages    | Nombre de personnes dans ces ménages | Nombre de personnes dans ces ménages | Nombre de personnes par ménage | Nombre d'enfants par ménage |
| Origine                          | Nombre de ménages    | total                                | dont immigrés                        | Nombre de personnes par ménage | Nombre d'enfants par ménage |
| -------------------------------- | -------------------- | ------------------------------------ | ------------------------------------ | ------------------------------ | --------------------------- |
| Ensemble des ménages de Bretagne | 1 209 901            | 2 843 001                            | 44 063                               | 2,3                            | 0,7                         |
| Ensemble des ménages immigrés    | 20 870               | 60 713                               | 32 654                               | 2,9                            | 1,2                         |
| Europe                           |                      |                                      |                                      |                                |                             |
| -- Royaume-Uni                   | 2 241                | 5 358                                | 4 020                                | 2,4                            | 0,6                         |
| -- Portugal                      | 2 376                | 7 584                                | 3 665                                | 3,2                            | 1,3                         |
| -- Espagne                       | 1 068                | 2 590                                | 1 254                                | 2,4                            | 0,7                         |
| -- Allemagne                     | 770                  | 1 562                                | 990                                  | 2,0                            | 0,4                         |
| -- Italie                        | 1 125                | 2 524                                | 1 250                                | 2,2                            | 0,6                         |
| -- Belgique                      | 764                  | 1 809                                | 1 001                                | 2,4                            | 0,7                         |
| -- Autres Europe des 15          | 630                  | 1 568                                | 883                                  | 2,5                            | 0,7                         |
| -- Autres Europe                 | 1 120                | 2 461                                | 1 682                                | 2,2                            | 0,6                         |
| Afrique                          |                      |                                      |                                      |                                |                             |
| -- Maroc                         | 2 423                | 9 209                                | 4 203                                | 3,8                            | 2,0                         |
| -- Algérie                       | 1 496                | 4 382                                | 2 135                                | 2,9                            | 1,2                         |
| -- Tunisie                       | 550                  | 1 909                                | 744                                  | 3,5                            | 1,7                         |
| -- Autres Afrique ex-française   | 1 400                | 4 116                                | 2 065                                | 2,9                            | 1,2                         |
| -- Autres Afrique                | 367                  | 1 191                                | 658                                  | 3,2                            | 1,5                         |
| Asie                             |                      |                                      |                                      |                                |                             |
| -- Turquie                       | 1 177                | 4 562                                | 2 698                                | 3,9                            | 1,9                         |
| -- Viêt Nam                      | 631                  | 1 834                                | 1 135                                | 2,9                            | 1,2                         |
| -- Cambodge                      | 406                  | 1 350                                | 798                                  | 3,3                            | 1,5                         |
| -- Autres Asie                   | 1 559                | 4 784                                | 2 451                                | 3,1                            | 1,4                         |
| Amérique/Océanie                 | 767                  | 1 920                                | 1 022                                | 2,5                            | 0,8                         |
|                                  | -------------------- | --------------------                 | --------------------                 | --------------------           | -------------------         |

Les ménages immigrés sont en moyenne nettement plus grands que la moyenne des ménages de Bretagne. Ils comportent surtout plus d'enfants (1,2 en moyenne contre 0,7). Cependant, les ménages immigrés européens ont une structure presque identique à la moyenne régionale, à l'exception notable des Portugais (3,2 personnes au lieu de 2,3 et 1,3 enfant contre 0,7), et en sens inverse, des Allemands (seulement 0,4 enfant).
Ce sont les ménages d'immigrés africains et asiatiques qui tirent la moyenne vers le haut, et parmi eux, les Marocains se distinguent particulièrement, avec une moyenne de 3,8 personnes par ménage dont 2,0 enfants.

## Les migrations interrégionales
La forte croissance de la population régionale, largement supérieure à ce que laisserait prévoir le solde naturel naissances-décès est dû essentiellement à la forte attractivité de la région Bretagne auprès des résidents de la moitié nord du pays. Il existe entre la Bretagne et les autres régions de France un double courant d'entrées et de sorties. Ces flux migratoires se sont intensifiés fortement depuis 1990. Le tableau suivant reprend le nombre de migrants au départ et vers les principales régions françaises impliquées dans ces échanges interrégionaux de population entre 1990 et 1999.
| Région                     | Arrivées en Bretagne | Départs de Bretagne | Solde migratoire |
| -------------------------- | -------------------- | ------------------- | ---------------- |
| Île-de-France              | 110 903              | 65 700              | + 45 203         |
| Basse-Normandie            | 19 332               | 12 360              | + 6 972          |
| Haute-Normandie            | 10 832               | 6 252               | + 4 580          |
| Centre                     | 14 923               | 10 457              | + 4 466          |
| Pays de la Loire           | 50 541               | 47 302              | + 3 239          |
| Rhône-Alpes                | 11 065               | 10 732              | + 333            |
| Provence-Alpes-Côte d’Azur | 13 401               | 15 083              | - 1 682          |
| Aquitaine                  | 7 424                | 10 070              | - 2 646          |
| Total France               | 306 071              | 230 596             | + 75 475         |

Source : Insee Bretagne

### Répartition des migrants en catégories socio-démographiques
| Catégorie              | Migrations interrégionales 1990-99 | Migrations interrégionales 1990-99 | Migrations interrégionales 1990-99 | Migrations interrégionales 1990-99 | Migrations interrégionales 1990-99 | Pourcentage en Bretagne |
| Catégorie              | Arrivées en Bretagne               | Pourcentage                        | Départs de Bretagne                | Pourcentage                        | Solde migratoire                   | Pourcentage en Bretagne |
| ---------------------- | ---------------------------------- | ---------------------------------- | ---------------------------------- | ---------------------------------- | ---------------------------------- | ----------------------- |
| Actifs ayant un emploi | 111 315                            | 36,4                               | 112 434                            | 48,8                               | -1 119                             | 39,9                    |
| Actifs au chômage      | 23 023                             | 7,5                                | 13 607                             | 5,9                                | 9 416                              | 4,1                     |
| Enfants                | 84 556                             | 27,6                               | 57 267                             | 24,8                               | 27 289                             | 20,7                    |
| Autres inactifs        | 24 330                             | 5,4                                | 14 243                             | 6,2                                | 10 087                             | 2,8                     |
| Étudiants              | 16 402                             | 7,9                                | 17 990                             | 7,8                                | - 1 588                            | 8,9                     |
| Retraités              | 43 462                             | 14,2                               | 11 948                             | 5,2                                | 31 514                             | 23,4                    |
| Total                  | 306 071                            | 100,0                              | 230 596                            | 100,0                              | 75 475                             | 100,0                   |

## Les mariages
En Bretagne comme dans le reste de la France, les données se rapportant aux mariages doivent être examinées avec un certain recul, dans la mesure où une grande partie des unions ne sont désormais plus consacrées devant l'officier d'État civil. De nombreuses unions et séparations échappent donc aux données fournies par la statistique publique. Par ailleurs, le développement rapide du nombre de PACS fragilise encore plus les analyses basées sur le seul dénombrement des mariages.
En 2008, la région Bretagne enregistre 12 695 mariages, ce qui représente 4,8 % des mariages français. La proportion est légèrement inférieure à la moyenne française.
Les données 2004 des mariages, selon l'origine des mariés, sont :
- 10.391 mariages entre deux conjoints français
- 66 entre conjoints étrangers
- 422 mariages mixtes entre époux français et épouse étrangère
- 482 mariages mixtes entre épouse française et époux étranger

On note que sur 970 conjoints étrangers s'étant mariés durant l'année 2004, 904 l'ont fait dans le cadre d'un mariage mixte (soit une proportion de 93 %). Cet élément indique le fort taux de mariage mixte des étrangers vivant en Bretagne, ce qui signale une possible meilleure intégration de ces derniers. 
Cependant, l'analyse des mariages mixtes doit être réalisée avec la plus grande prudence, étant donné le faible nombre de cas statistiques (quelques centaines pour une région de 3,1 millions d'habitants). À l'évolution des modes de vie constatée en Bretagne (union libre, PACS, célibat) s'ajoute en effet ici la faiblesse de la population immigrée dans la région (voir-ci-dessus). 
De plus, les données statistiques se focalisent toujours, comme dans les années 1970, sur des groupes devenus désormais insignifiants du point de vue de la dynamique démographique (Italiens, Espagnols, Portugais). Le tableau ci-dessous ne rend donc pas réellement compte des mariages mixtes observés parmi les principaux groupes d'étrangers présent en Bretagne dans les années 2000-2010 (Britanniques, Marocains, ressortissants de l'Afrique noire).
Ventilation des mariages mixtes
|                  | Total mariages mixtes | Nationalité du conjoint étranger | Nationalité du conjoint étranger | Nationalité du conjoint étranger | Nationalité du conjoint étranger |
| Italienne        | Total mariages mixtes | Espagnole                        | Portugaise                       | Algérienne                       |                                  |
| ---------------- | --------------------- | -------------------------------- | -------------------------------- | -------------------------------- | -------------------------------- |
| Époux français   | 422                   | 2                                | 3                                | 7                                | 23                               |
| Épouse française | 482                   | 2                                | 3                                | 17                               | 64                               |

Source : .

## Villes et aires urbaines
| \| \| Saint-Brieuc Lannion Dinan Lamballe Loudéac Guingamp Brest Quimper Concarneau Morlaix Douarnenez Landerneau Quimperlé Carhaix-Plouguer Châteaulin Lorient Vannes Pontivy Auray Ploërmel Rennes Saint-Malo Fougères Vitré Redon |
| Localisation de la Bretagne en France |

| Localisation de la Bretagne en France |

### Communes
- Nombre de communes : 1268
  - >à 200 000 hab → 1
  - 50 000 à 199 999 hab → 5
  - 10 000 à 49 999 hab → 27
  - 2 000  à 9 999 hab → 317
  - < à 2 000 habitants → 918

### Communes de plus de 10 000 habitants
| Nom                       | Code Insee | Département     | Superficie (km2) | Population (dernière pop. légale) | Densité (hab./km2) | Modifier                                    |
| ------------------------- | ---------- | --------------- | ---------------- | --------------------------------- | ------------------ | ------------------------------------------- |
| Rennes                    | 35238      | Ille-et-Vilaine | 50,39            | 227 830 (2022)                    | 4 521              | modifier les données · modifier les données |
| Brest                     | 29019      | Finistère       | 49,51            | 140 993 (2022)                    | 2 848              | modifier les données · modifier les données |
| Quimper                   | 29232      | Finistère       | 84,45            | 64 530 (2022)                     | 764                | modifier les données · modifier les données |
| Lorient                   | 56121      | Morbihan        | 17,48            | 58 202 (2022)                     | 3 330              | modifier les données · modifier les données |
| Vannes                    | 56260      | Morbihan        | 32,30            | 54 955 (2022)                     | 1 701              | modifier les données · modifier les données |
| Saint-Malo                | 35288      | Ille-et-Vilaine | 36,58            | 47 255 (2022)                     | 1 292              | modifier les données · modifier les données |
| Saint-Brieuc              | 22278      | Côtes-d'Armor   | 21,88            | 44 607 (2022)                     | 2 039              | modifier les données · modifier les données |
| Lanester                  | 56098      | Morbihan        | 18,37            | 23 188 (2022)                     | 1 262              | modifier les données · modifier les données |
| Fougères                  | 35115      | Ille-et-Vilaine | 10,46            | 20 602 (2022)                     | 1 970              | modifier les données · modifier les données |
| Concarneau                | 29039      | Finistère       | 41,08            | 20 632 (2022)                     | 502                | modifier les données · modifier les données |
| Lannion                   | 22113      | Côtes-d'Armor   | 43,91            | 20 525 (2022)                     | 467                | modifier les données · modifier les données |
| Bruz                      | 35047      | Ille-et-Vilaine | 29,95            | 19 667 (2022)                     | 657                | modifier les données · modifier les données |
| Vitré                     | 35360      | Ille-et-Vilaine | 37,03            | 18 892 (2022)                     | 510                | modifier les données · modifier les données |
| Ploemeur                  | 56162      | Morbihan        | 39,72            | 18 873 (2022)                     | 475                | modifier les données · modifier les données |
| Cesson-Sévigné            | 35051      | Ille-et-Vilaine | 32,14            | 18 076 (2022)                     | 562                | modifier les données · modifier les données |
| Lamballe-Armor            | 22093      | Côtes-d'Armor   | 130,65           | 16 911 (2022)                     | 129                | modifier les données · modifier les données |
| Landerneau                | 29103      | Finistère       | 13,19            | 16 327 (2022)                     | 1 238              | modifier les données · modifier les données |
| Hennebont                 | 56083      | Morbihan        | 18,57            | 15 831 (2022)                     | 853                | modifier les données · modifier les données |
| Guipavas                  | 29075      | Finistère       | 44,13            | 15 401 (2022)                     | 349                | modifier les données · modifier les données |
| Morlaix                   | 29151      | Finistère       | 24,82            | 15 220 (2022)                     | 613                | modifier les données · modifier les données |
| Pontivy                   | 56178      | Morbihan        | 24,85            | 14 547 (2022)                     | 585                | modifier les données · modifier les données |
| Plérin                    | 22187      | Côtes-d'Armor   | 27,72            | 14 527 (2022)                     | 524                | modifier les données · modifier les données |
| Dinan                     | 22050      | Côtes-d'Armor   | 8,71             | 14 966 (2022)                     | 1 718              | modifier les données · modifier les données |
| Auray                     | 56007      | Morbihan        | 6,91             | 14 417 (2022)                     | 2 086              | modifier les données · modifier les données |
| Douarnenez                | 29046      | Finistère       | 24,94            | 14 188 (2022)                     | 569                | modifier les données · modifier les données |
| Saint-Jacques-de-la-Lande | 35281      | Ille-et-Vilaine | 11,83            | 13 593 (2022)                     | 1 149              | modifier les données · modifier les données |
| Plouzané                  | 29212      | Finistère       | 33,14            | 13 437 (2022)                     | 405                | modifier les données · modifier les données |
| Plougastel-Daoulas        | 29189      | Finistère       | 46,83            | 13 431 (2022)                     | 287                | modifier les données · modifier les données |
| Betton                    | 35024      | Ille-et-Vilaine | 26,73            | 12 775 (2022)                     | 478                | modifier les données · modifier les données |
| Quimperlé                 | 29233      | Finistère       | 31,73            | 12 444 (2022)                     | 392                | modifier les données · modifier les données |
| Guidel                    | 56078      | Morbihan        | 52,29            | 12 236 (2022)                     | 234                | modifier les données · modifier les données |
| Saint-Avé                 | 56206      | Morbihan        | 26,09            | 12 173 (2022)                     | 467                | modifier les données · modifier les données |
| Pacé                      | 35210      | Ille-et-Vilaine | 34,94            | 11 815 (2022)                     | 338                | modifier les données · modifier les données |
| Le Relecq-Kerhuon         | 29235      | Finistère       | 6,43             | 11 837 (2022)                     | 1 841              | modifier les données · modifier les données |
| Ploufragan                | 22215      | Côtes-d'Armor   | 27,06            | 11 347 (2022)                     | 419                | modifier les données · modifier les données |
| Châteaugiron              | 35069      | Ille-et-Vilaine | 23,52            | 10 688 (2022)                     | 454                | modifier les données · modifier les données |
| Chantepie                 | 35055      | Ille-et-Vilaine | 11,98            | 10 378 (2022)                     | 866                | modifier les données · modifier les données |
| Dinard                    | 35093      | Ille-et-Vilaine | 7,84             | 10 407 (2022)                     | 1 327              | modifier les données · modifier les données |

### Aires urbaines
Les chiffres de population suivants correspondent aux aires urbaines dans leur extension définie lors du recensement de 1999. 
| Aires urbaines | Date du recensement | Date du recensement | Date du recensement | Date du recensement | Accroissement 1982-2006 |
| Aires urbaines | 1982                | 1990                | 1999                | 2006                | Accroissement 1982-2006 |
| -------------- | ------------------- | ------------------- | ------------------- | ------------------- | ----------------------- |
| Rennes         | 422 507             | 463 366             | 521 188             | 571 753             | + 149 246               |
| Brest          | 283 385             | 292 162             | 303 484             | 309 266             | + 25 881                |
| Lorient        | 173 207             | 183 859             | 186 144             | 192 105             | + 18 898                |
| Vannes         | 91 168              | 103 302             | 118 029             | 132 881             | + 41 713                |
| Quimper        | 104 355             | 112 707             | 120 441             | 129 110             | + 24 755                |
| Saint-Brieuc   | 114 252             | 117 383             | 121 237             | 127 208             | + 12 956                |
| Saint-Malo     | 62 267              | 66 258              | 70 303              | 72 592              | + 10 325                |
| Lannion        | 55 436              | 56 953              | 59 233              | 63 426              | + 7 990                 |
| Fougères       | 41 240              | 40 228              | 40 132              | 41 246              | + 6                     |
| Morlaix        | 38 403              | 37 168              | 35 996              | 36 605              | - 1 798                 |
| Dinan          | 33 359              | 33 902              | 32 903              | 35 433              | + 2 074                 |
| Redon          | 24 703              | 25 823              | 26 522              | 28 034              | + 3 331                 |
| Vitré          | 20 774              | 23 012              | 24 690              | 26 697              | + 5 923                 |
| Concarneau     | 23 893              | 24 760              | 25 807              | 26 657              | + 2 764                 |
| Dinard         | 22 403              | 23 808              | 25 089              | 26 400              | + 3 997                 |
| Guingamp       | 24 896              | 24 739              | 25 060              | 26 034              | + 1 138                 |
| Auray          | 15 779              | 17 508              | 19 125              | 22 922              | + 7 143                 |
| Pontivy        | 21 006              | 21 953              | 22 427              | 22 776              | + 1 770                 |
| Penmarch       | 22 905              | 22 613              | 21 813              | 22 624              | - 281                   |
| Douarnenez     | 21 157              | 20 124              | 19 424              | 19 145              | - 2 012                 |
| Paimpol        | 16 045              | 15 837              | 15 445              | 15 304              | - 741                   |

## Campagne
À la campagne, où vivent 2,19 millions de personnes, on relève une forte densité de population (80 habitants au kilomètre carré). Pour la chercheuse Carole Rieu, auteur d'une étude sur le renouveau des campagnes bretonnes (Insee, janvier 2011), les résultats de la région vont bien au-delà des prévisions. Pour la première fois depuis 1970, le regain démographique a profité à presque tous les territoires ruraux. La croissance de la population rurale n'a jamais été aussi forte et a gagné les zones jadis en déclin comme le Centre-ouest Bretagne.

## Répartition de la population bretonne
Carte des densités lissée en 1999

### Répartition par âge

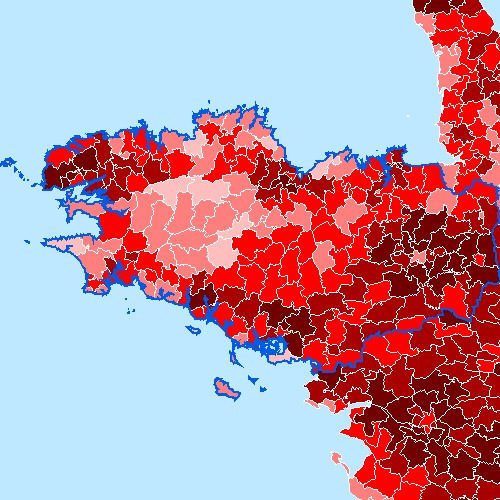
Carte de la proportion des moins de 20 ans dans la population de la région Bretagne, par cantons, en 1999.

Comme on le voit sur la carte, la population jeune est concentrée dans les agglomérations : Brest, Vannes, Lorient, Quimper, périphérie de Rennes, Saint-Malo et Saint-Brieuc, et le long des principales voies de communication. Le centre-ouest de la région est déserté par les jeunes, de même que certaines zones excentrées.

### Densité de population des départements
2016
- Côtes-d'Armor → 598 953 ; 87 hab/km2
- Finistère → 908 249 ; 135 hab/km2
- Ille-et-Vilaine → 1 051 779 ; 155 hab/km2
- Morbihan → 747 548 ; 110 hab/km2

1999
- Côtes-d'Armor → 542 373 ; 79 hab/km2
- Finistère → 852 418 ; 127 hab/km2
- Ille-et-Vilaine → 867 533 ; 128 hab/km2
- Morbihan → 643 873 ; 94 hab/km2

## Les langues de Bretagne

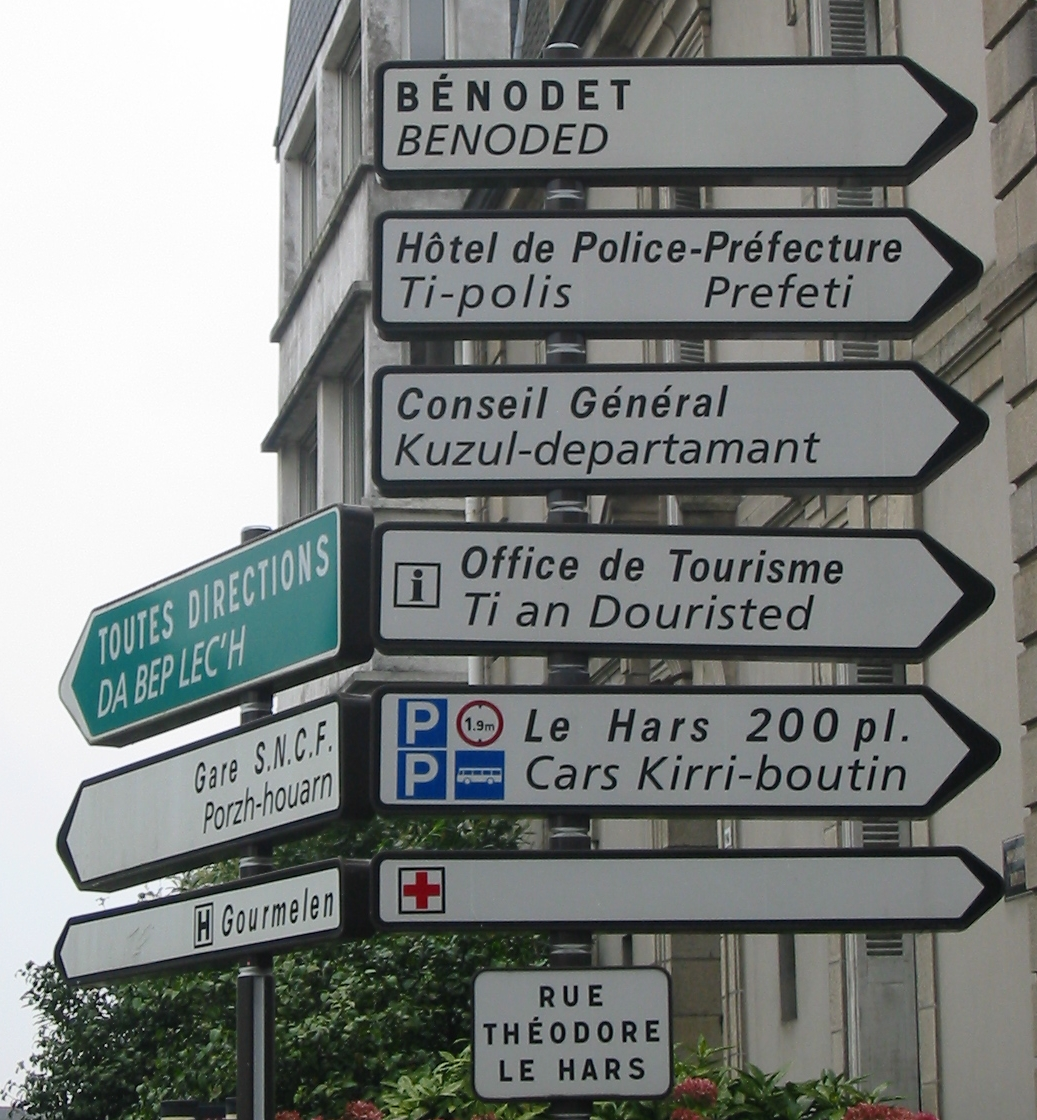
Signalisation bilingue en français et breton à Quimper.

Face au français, la langue bretonne a perdu beaucoup de terrain en Bretagne. On estime à 1 300 000 le nombre de locuteurs du breton en 1930. Mais au début du XXIe siècle, le breton est parlé et compris par environ 300 000 personnes seulement, essentiellement des personnes âgées (64 % des locuteurs ont plus de 60 ans). Si bien que l'UNESCO a classé le breton parmi les langues gravement menacées. 
D'après l'enquête linguistique menée par l'Insee parallèlement au recensement de 1999, seulement 3 % des adultes nés en Bretagne en 1980 parlaient breton, alors que les personnes nées en 1930 étaient plus de 35 % à l'utiliser avec leurs proches.

## Densité de population
En 2021, la densité était de 124,8 hab./km2.
| 1968 |  | 90.7 |  |

| 1975 |  | 95.4 |  |

| 1982 |  | 99.5 |  |

| 1990 |  | 102.8 |  |

| 1999 |  | 106.8 |  |

| 2010 |  | 117.6 |  |

| 2015 |  | 121.1 |  |

| 2021 |  | 124.8 |  |

## Répartition par sexes et tranches d'âge
La population de la région est plus âgée qu'au niveau national.
En 2021, le taux de personnes d'un âge inférieur à 30 ans s'élève à 33,2 %, soit en dessous de la moyenne nationale (35,1 %). À l'inverse, le taux de personnes d'âge supérieur à 60 ans est de 29,6 % la même année, alors qu'il est de 26,6 % au niveau national.
En 2021, la région comptait 1 649 936 hommes pour 1 744 631 femmes, soit un taux de 51,39 % de femmes, légèrement inférieur au taux national (51,61 %).
Les pyramides des âges de la région et de la France s'établissent comme suit.
| Hommes | Classe d’âge | Femmes |
| ------ | ------------ | ------ |
| 0,8    | 90 ou +      | 2,1    |
| 7,7    | 75-89 ans    | 10,8   |
| 18,3   | 60-74 ans    | 19,3   |
| 20,3   | 45-59 ans    | 19,4   |
| 17,9   | 30-44 ans    | 17     |
| 17,4   | 15-29 ans    | 15,4   |
| 17,7   | 0-14 ans     | 16     |

| Hommes | Classe d’âge | Femmes |
| ------ | ------------ | ------ |
| 0,7    | 90 ou +      | 1,9    |
| 7,0    | 75-89 ans    | 9,5    |
| 16,6   | 60-74 ans    | 17,5   |
| 20,0   | 45-59 ans    | 19,5   |
| 18,8   | 30-44 ans    | 18,3   |
| 18,3   | 15-29 ans    | 16,7   |
| 18,6   | 0-14 ans     | 16,7   |

## Répartition par catégories socioprofessionnelles
La catégorie socioprofessionnelle des retraités est surreprésentée par rapport au niveau national. Avec 31,3 % en 2021, elle est 4,5 points au-dessus du taux national (26,8 %). La catégorie socioprofessionnelle des autres personnes sans activité professionnelle est quant à elle sous-représentée par rapport au niveau national. Avec 14,5 % en 2021, elle est 2,5 points en dessous du taux national (17 %).
| Catégorie socioprofessionnelle                    | 2015      | 2015 | 2021      | 2021 | Détails de l'année 2021 | Détails de l'année 2021 | Détails de l'année 2021            | Détails de l'année 2021            | Détails de l'année 2021            |
| Catégorie socioprofessionnelle                    | Nb        | %    | Nb        | %    | Hommes                  | Femmes                  | Part en % de la population âgée de | Part en % de la population âgée de | Part en % de la population âgée de |
| Catégorie socioprofessionnelle                    | Nb        | %    | Nb        | %    | Hommes                  | Femmes                  | 15 à 24 ans                        | 25 à 54 ans                        | 55 ans ou +                        |
| ------------------------------------------------- | --------- | ---- | --------- | ---- | ----------------------- | ----------------------- | ---------------------------------- | ---------------------------------- | ---------------------------------- |
| Agriculteurs exploitants                          | 37 405    | 1,4  | 32 564    | 1,1  | 23 694                  | 8 870                   | 0,1                                | 1,7                                | 0,9                                |
| Artisans, commerçants, chefs d'entreprise         | 94 997    | 3,5  | 103 655   | 3,7  | 70 507                  | 33 148                  | 0,5                                | 6,2                                | 2,1                                |
| Cadres et professions intellectuelles supérieures | 196 001   | 7,2  | 231 366   | 8,2  | 133 629                 | 97 738                  | 2,1                                | 14,7                               | 3,7                                |
| Professions intermédiaires                        | 366 949   | 13,6 | 396 202   | 14,0 | 181 500                 | 214 702                 | 8,1                                | 25,2                               | 4,8                                |
| Employés                                          | 419 224   | 15,5 | 413 409   | 14,6 | 99 587                  | 313 822                 | 14,7                               | 23,5                               | 5,8                                |
| Ouvriers                                          | 366 094   | 13,5 | 359 662   | 12,7 | 279 892                 | 79 770                  | 14,1                               | 20,7                               | 4,4                                |
| Retraités                                         | 836 921   | 30,9 | 885 136   | 31,3 | 401 529                 | 483 607                 | 0,0                                | 0,2                                | 71,7                               |
| Autres personnes sans activité professionnelle    | 386 785   | 14,3 | 410 215   | 14,5 | 172 592                 | 237 623                 | 60,3                               | 7,6                                | 6,7                                |
| Ensemble                                          | 2 704 377 | 100  | 2 832 210 | 100  | 1 362 931               | 1 469 279               | 100                                | 100                                | 100                                |
| Sources : Insee,.                                 |           |      |           |      |                         |                         |                                    |                                    |                                    |